# バイク王&カンパニー
株式会社バイク王&カンパニー（バイクおうアンドカンパニー、旧社名:株式会社アイケイコーポレーション）は、オートバイ買取・販売店「バイク王」を全国展開する日本の企業である。

## 概要
オートバイの買取・販売を主に、メンテナンス業、パーツ・用品販売、レンタルサービス業そして保険の取次業などを手掛けている。併せて、バイクライフの情報発信にも取り組んでいる。また、2006年3月から駐車場機器製造販売会社の「カーテック株式会社（現・カーコム株式会社）」との合弁会社として、駐車場事業を営む株式会社パーク王を新たに設立し、「パーク王」として営業を開始したが、2012年3月に吸収合併した。2017年11月には会社分割により新設会社のパーク王株式会社を設立し、駐車場関連事業を承継させたうえで新設会社の全株式を名鉄協商株式会社に譲渡している。

## 沿革
- 1994年9月 - 創業者の石川秋彦と加藤義博の共同出資で「メジャーオート有限会社」を設立。オートバイ買取業を創業。
- 1995年5月 - 「有限会社オーケイ」を設立。
- 1997年
  - 7月 - 「有限会社キャブ」を設立。
  - 8月 - 「有限会社バイク王」を設立。
- 1998年9月 - 「株式会社アイケイコーポレーション」を東京都渋谷区に設立。
- 1999年
  - 07月 - 「有限会社スピード」を設立。
  - 11月 - 「有限会社ケイアイセンター」を設立。
- 2000年2月 - 「有限会社モトガレージオープン」を設立。
- 2001年1月 - 株式会社アイケイコーポレーションが、メジャーオート（有）、（有）オーケイ、（有）キャブおよび（有）バイク王の4社を吸収合併。
- 2002年12月 - 「バイク王」として看板を備えた初のロードサイド店舗である「バイク王新潟店」を出店。
- 2003年11月 - 中古パーツ販売店の1号店として東京都板橋区に「バイク王パーツ店」を出店。
- 2004年2月 - バイク王のテレビCM放映開始。イメージキャラクターに格闘家ボブ・サップ起用。
- 2005年
  - 1月 - 株式会社アイケイコーポレーションが、（有）スピード、（有）ケイアイセンターおよび（有）モトガレージオープンの4社を吸収合併。
  - 6月30日 - ジャスダックに上場。
  - 9月 - 初のオートバイ車輌販売店「i-knew」(アイニュー)1号店を神奈川県相模原市にオープン。
- 2006年
  - 03月 - 駐車場事業を営む子会社「株式会社パーク王」を設立（当時87.5%出資）。
  - 08月 - 東京証券取引所市場第2部に上場。
  - 10月 - ジャスダック証券取引所上場廃止。
- 2007年2月 - オートバイ小売業を営む子会社「株式会社アイケイモーターサイクル」を設立。（株式会社テクノスポーツより事業譲受したオートバイ小売販売店「テクノスポーツ」と自社初の小売販売店「i-knew」を統合）
- 2008年6月 - 株式会社アイケイモーターサイクルを吸収合併し、新小売販売ブランド店「バイク王ダイレクトSHOP」の展開を開始。
- 2011年
  - 1月3日 - インターネット上の買い取り比較サイトに掲載された業者が、すべてアイケイコーポレーションの運営する事業者であったことが発覚（詳細は後述）。
  - 4月7日 - 株式会社ユー・エス・エスとバイクオークション事業について「業務・資本提携に関する個別契約書」および「株式譲渡に関する契約書」を締結した事をIRにて発表。
- 2012年
  - 1月15日 - 2012年9月1日に商号を「株式会社バイク王&カンパニー（英文：BIKE O  & COMPANY Ltd.）」と変更予定である事をIRにて発表した。
  - 3月 - 株式会社パーク王を吸収合併。
  - 9月1日 - 商号を株式会社バイク王&カンパニーに変更。
- 2014年2月 - 本社を東京都港区に移転。
- 2015年
  - 1月 - コーポレートビジョンを「バイクの総合プランナー」から「バイクライフの生涯パートナー」に変更。
  - 12月- 買取店（バイク買取専門店バイク王）と小売店（バイク王ダイレクトSHOP）のサービスブランド店名を「バイク王 ●●店」へ統一開始。
- 2016年
  - 01月 - コーポレートロゴマークとサービスブランドロゴマーク[注 1]を統一。[4]
  - 9月15日 - 中古バイク業界初のLINE公式アカウントを開設。
  - 11月8日 - G-7ホールディングスが経営するバイクワールドと資本業務提携。
- 2019年
  - 03月8日 - イタリア・スクーター 「ランブレッタ」の正規ディーラー契約を締結し販売開始。[5]
  - 12月1日 バイク用品・部品の総合卸売事業会社である「株式会社ヤマト」（旧(有)ナニワ商会）を完全子会社化（出資比率100%）。
- 2021年
  - 3月 - 寝屋川物流センターが「令和2年度 自動車整備優良事業者表彰」大阪運輸支局長表彰を受章。[6]
  - 4月30日 ECサイトの運営・管理事業を行う「株式会社バイク王ダイレクト」を設立。
- 2022年
  - 4月 - 子会社である「ライフ&カンパニー」を設立。オートバイの買取で培った経験や知識を基に、オートバイ以外にも商材を広げ様々な事業を展開する予定。第1弾として中古車買取・販売大手の「ラビット・カーネットワーク」とフランチャイズ契約[7]を結び、バイク王東松山店内に「ラビットR407東松山店」をオープン。続いてブランド品買取大手の「K-ブランドオフ」とフランチャイズ契約を[8]結び、東京都文京区に「ブランドオフ文京白山店」をオープン。
  - 5月 - 東京都世田谷区にバイク王初のコンセプトショップとして「Beat&C世田谷店」をオープン。中古車のハーレーダビッドソンのみを展示・販売する。
  - 7月 - バイク王初のメーカー正規ディーラーである「KTM小山店」を栃木県小山市にオープン。同一店舗内にライフ＆カンパニー運営のラビットR50小山店がオープン。
  - 10月 - バイク王金沢店が「令和4年度金沢市広告景観協力賞」を受賞。[9]
  - 12月 -ライフ＆カンパニーと株式会社ベアーズがフランチャイズ契約を締結。ハウスクリーニング事業に進出する。同月、株式会社オズ・プロジェクトを子会社化。
- 2023年
  - 6月 - イタリア・オートバイ「イタルジェット」の正規ディーラー契約を締結し販売開始。[10]
  - 7月 - メーカー正規ディーラーの「ハスクバーナいわき」を福島県いわき市にオープン。[11]

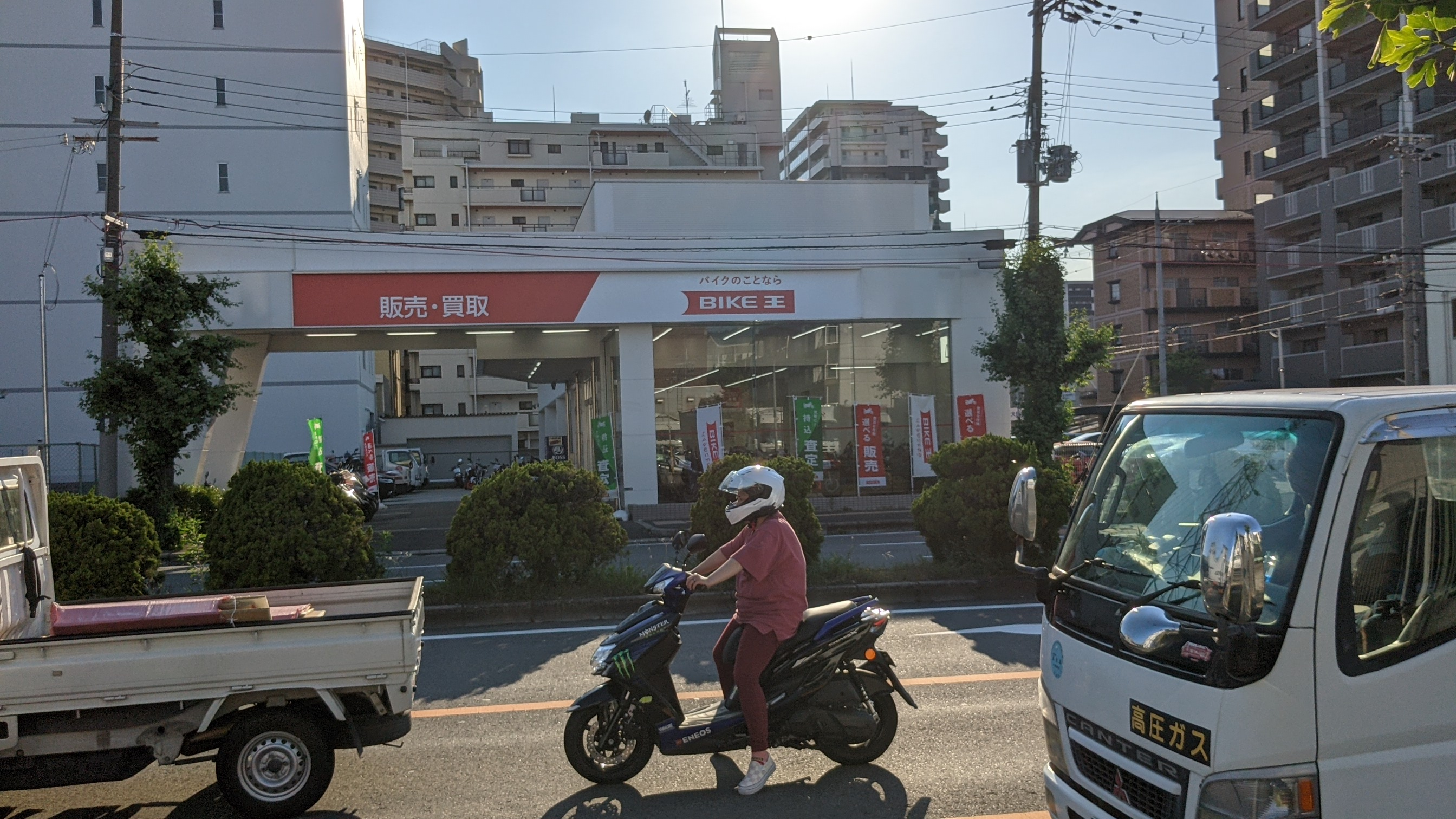
バイク王東大阪店

  - 8月 - 本社を東京都世田谷区に移転。

## 拠点
北は北海道から南は沖縄県まで全国に79店舗を展開している(2023年現在)。
買取を行うだけの店舗は買取専門店と称され、買取・販売双方を行う店は複合店と呼ばれる。また整備士が常駐する整備工場併設店舗(例.八王子堀之内店)と、整備士が常駐しない買取・販売のみを行う店舗(例.練馬店)もあり、一般的な中古車店と同じく、全ての店舗で修理・カスタム作業を受け入れる訳では無い。

## 特色ある店舗
- Beat&C ハーレーダビットソンの中古車輌のみを集め展示・販売する店舗。2022年のBeat&C世田谷店の開店を皮切りに、Beat&C京都八幡店、Beat&C福岡マリナ店の3店舗を展開。いずれもハーレーダビットソンジャパンのディーラーではない。
- 絶版車館 つくば(茨城県つくばみらい市)と茅ヶ崎(神奈川県茅ヶ崎市)の2店舗存在。国内外問わず生産が既に終了した車輌を多数展示し販売している。
- KTM小山 栃木県小山市に存在するKTMの正規ディーラー店舗。バイク王小山店とは別の店舗である。
- Husqvarna Motorcycles いわき 福島県いわき市内の既存店であるラパークいわき店内に併設されているハスクバーナ・モーターサイクルの正規ディーラー店舗。
- インディアンモーターサイクル八王子 東京都八王子市内の既存店である八王子堀之内店に併設されているインディアン（オートバイ）の正規ディーラー店舗。2024年9月に開業。
- 世田谷本店 東京都世田谷区若林に存在するバイク王&カンパニーの本社を兼ねた店舗。2023年にトヨタモビリティ世田谷若林店の跡地に本社拠点が移転。

## テレビCM出演者

### 現在の出演者
- 朝山すず - 2024年よりバイク王公式アンバサダーを務める。

### 過去の出演者
- ボブ・サップ
- F-BLOOD（藤井フミヤ・藤井尚之）
- 中山エミリ
- 雨上がり決死隊
- 中村映里子
- 水野裕子
- 優木まおみ
- テリー伊藤
- 八木のぞみ
- 江頭ひなた （BS、CS放送のみ）
- ルパン三世（2013年4月12日 - ） - 「キャンペーン」篇、「高値買取」篇の2本。アニメーション制作はテレコムアニメーションフィルム。
- 松井秀喜
- 高木悠未（LinQ）（2016年） - 九州・中国・四国地方限定[13]
- 都丸紗也華
- やす子
- ハリウッドザコシショウ
- AMEMIYA
- つるの剛士

## 提供番組

### 現在
- 行列のできる法律相談所（日本テレビ系）
- モヤモヤさまぁーず2（テレビ東京系）

- ラジオNIKKEI第1 バイク専門のラジオ番組 『ライダーズ』を提供。[14]

その他、TBSラジオなど含めスポットCMを提供。

### 過去
- 天気予報(千葉テレビ他)

オリジナルのテーマソングを作成し、BGMとして使用していた。

## 不祥事
2011年1月3日、買い取り価格を比較する2つのインターネット上の価格比較サイトにおいて、実際にはバイク王のみが買取価格を提示しているにもかかわらず、全部で6つの業者が買い取り価格を競争しているかのように装っていたことが発覚した。サイトは2つあった。
これらのサイトは静岡県三島市（2006年3月～）と東京都千代田区（2010年9月～）の会社がそれぞれ経営していたが、2010年11月に朝日新聞からの問い合わせがあった後に閉鎖されている。サイトの仕組みは、ネット顧客が住所や氏名などをサイトに入力すると、複数の買い取り業者を選んで価格査定を依頼される。その後、各業者から査定価格が客に連絡され、客は高値を付けた業者を自由に選んで売却できるものであったが、参加している6業者はバイク王以外の5業者もすべて、同社が運営し、各業者の事務所は同社内にある自作自演であった。サイト運営者側は「査定業者が同じだったとは知らなかった」と弁明しており、アイケイ社（当時）は「広告サイトという認識だったが、チェック体制が不十分だった」と言い訳している。消費者庁は景品表示法に抵触する可能性があるとしている。
同社ではその後再発防止対策として、コンプライアンスに対するチェック機能の強化を目的に法務コンプライアンス室を新設し、コンプライアンスの徹底を図るとの事を発表されている。さらに広告宣伝活動においては、ユーザー目線に立脚した広告宣伝活動を最優先に実施する事も同時にリリースされた。